# Majas visa
Majas visa, med inledningsorden När Lillan kom till jorden, är en barnvisa och vårsång från 1897 med text och musik av Alice Tegnér. Sången publicerades första gången i Sjung med oss, Mamma! 4 och senare även i Nu ska vi sjunga, 1943, under rubriken "Årstiderna".
Sången har fyra strofer; första versen lyder:
När lillan kom till jorden,

det var i Maj, när göken gol,

sa' Mamma att det lyste

av vårgrönt och av sol.

## Inspelningar
En tidig inspelning gjordes i Stockholm i januari 1926 av Margaretha Modéen, med Helge Lindberg på piano, och gavs ut i mars samma år. Sången har också spelats in på spanska av Maria Llerena som "La canción de Maria" på skivalbumet Chiquitico mio från 1988.